# Stazione di Vinchiaturo
La stazione di Vinchiaturo è una stazione ferroviaria posta sul tronco comune alle linee Termoli-Venafro e Campobasso-Benevento. Serve il centro abitato di Vinchiaturo.

## Storia
La stazione, inaugurata il 2 luglio 1882, è situata a circa 1 km dal centro del comune servito ed è posta sul tronco comune alle linee Termoli-Venafro (tratta Campobasso-Isernia) e Campobasso-Benevento. Dalla fine degli anni 1990 è impresenziata.

## Strutture e impianti
La stazione è composta da un fabbricato viaggiatori a due piani e di due binari passanti dotati di marciapiede per il servizio viaggiatori, più altri due in disuso.
Sono inoltre presenti l'ex scalo merci dismesso, il vecchio serbatoio dell'acqua e un fabbricato con i bagni.

## Movimento
La stazione aveva un buon traffico viaggiatori e merci, diminuito ma ancora discreto. Dal 2013 è sospeso il regolare servizio viaggiatori sulla linea Benevento-Campobasso, riattivata dal 2017 per soli treni storici e/o turistici, mentre la linea Campobasso-Isernia è autosostituita dal 2020 per lavori di elettrificazione in corso. Al 2024, la stazione è servita da decine di autobus sostitutivi al giorno, con destinazioni Campobasso e Isernia.